# 塞利卡縣

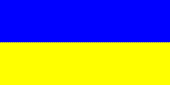

塞利卡縣（西班牙語：Cantón Celica），是厄瓜多爾的縣份，位於該國南部，由洛哈省負責管轄，面積517.8平方公里，主要農產品有玉米和豆類，海拔高度1,970米，2022年當地普查人口總數為14,379人，人口密度為每平方公里28人。
4°6′9″S 79°57′16″W / 4.10250°S 79.95444°W